# Jezioro Bobięcińskie Wielkie
Der Jezioro Bobięcińskie Wielkie (deutsch Großer Papenzin-See, kaschubisch Jezoro Bòbiecyńsczè Wiôldżé) ist ein pommerscher Binnensee in der Pojezierze Bytowski („Bütower Seenplatte“) im Ostteil der Pommerschen Seenplatte. Der See gehört zur polnischen Woiwodschaft Pommern.
Der Jezioro Bobięcińskie Wielkie liegt auf 176,4 Metern über dem Meeresspiegel im Städtedreieck Bobolice (Bublitz, 14 km), Biały Bór (Baldenburg, 10 km) und Miastko (Rummelsburg, 10 km). Er ist über zwei Nebenstraßen zu erreichen, die von Żydowo (Sydow) an der Woiwodschaftsstraße 205 über Bobięcino (Papenzin) nach Wołcza Wielka (Groß Volz) bzw. von Wołcza Wielka über Sępolno Wielkie (Groß Karzenburg) nach Drzewiany (Drawehn) und Biały Bór (Baldenburg) an den Landesstraßen 20 und 25 führen.
Eine Bahnanbindung besteht über die Stationen Biały Bór oder Miastko an der Bahnstrecke Piła–Ustka (Schneidemühl–Stolpmünde).
Namensgebender Ort für den 5,246 km² großen See – und auch für den nordöstlich gelegenen Jezioro Bobięcińskie Małe (Kleiner Papenzin-See) – ist das kleine Dorf Bobięcino (Papenzin) am Ostufer des Sees. Vor 1945 gehörte der Ort zum Landkreis Rummelsburg, doch nur zwei Drittel der Seefläche gehörten zu ebendiesem Landkreis. Das andere Drittel lag im Gebiet des Landkreises Schlawe mit dem Ort Neuhof (heute polnisch: Cybulin) am Südwestufer. Den kleineren Schlawer Teil mit 198,2 Hektar besaß zuletzt Bauer Erich Manzke in Seehof (Olszynka). Der größere Rummelsburger Teil war zwar Eigentum des Hauses Hohenzollern sowie des Gutsbesitzers Christian Hummel in Groß Karzenburg (Sępolno Wielkie), jedoch an Erich Manzke gemäß Fischereirecht verpachtet.
Der Jezioro Bobięciński Wielkie mit seiner maximalen Tiefe von 48 Metern wird heute von der Grenze zwischen den Woiwodschaften Pommern und Westpommern durchzogen. Drei Kreise teilen sich das Gewässer: Powiat Bytowski (Kreis Bütow) mit der Gmina Miastko (Rummelsburg), Powiat Szczecinecki (Kreis Neustettin) mit der Gmina Biały Bór (Baldenburg) und Powiat Koszaliński (Kreis Köslin) mit der Gmina Bobolice (Bublitz).
Der Jezioro Bobięcińskie Wielkie zählt zu den größten Maränenseen in Pommern, die einen besonderen Seentyp darstellen mit den Hauptmerkmalen: kurzschaarige und steil abfallende Ufer, große Tiefe, sandig-steiniger Untergrund, reicher Sauerstoffgehalt des Wassers und gute Bildung von Fischnahrung. Neben der Kleinen Maräne kommen im See Aal, Hecht und Barsch vor.